# إيريكا يوهان
إيريكا يوهان (بالإنجليزية: Erica Yohn)‏ هي ممثلة أمريكية، ولدت في 1 أكتوبر 1930 بذا برونكس في الولايات المتحدة.

## أعمال

### أفلام
- (1974)  الجزء الثاني[4][5][6]

## وصلات خارجية
- إيريكا يوهان على موقع IMDb (الإنجليزية)
- إيريكا يوهان على موقع روتن توميتوز (الإنجليزية)
- إيريكا يوهان على موقع ألو سيني (الفرنسية)
- إيريكا يوهان على موقع أول موفي (الإنجليزية)
- إيريكا يوهان على موقع قاعدة بيانات برودواي على الإنترنت (الإنجليزية)
- إيريكا يوهان على موقع قاعدة بيانات الأفلام السويدية (السويدية)
- إيريكا يوهان على موقع قاعدة بيانات الفيلم (الإنجليزية)
- إيريكا يوهان على موقع كينوبويسك (الروسية)